# Miguel Calero
Miguel Ángel Calero Rodríguez (Ginebra, 14 de abril de 1971 – Cidade do México, 4 de dezembro de 2012) foi um futebolista colombiano que atuava como goleiro. Ele era conhecido por usar um boné de beisebol e uma bandana, além de ter um par de asas nas costas de sua camisa em torno de seu número, 1. Estas asas simbolizavam seu apelido, "El Cóndor", que lhe davam a coragem de jogar um bom jogo.
O colombiano defendeu o time mexicano em 23 competições ao longo de 11 anos, atuando em 395 partidas e conquistando dez títulos no total. O mais importante deles foi a Copa Sul-Americana de 2006.

## Carreira
Ele iniciou sua carreira pelo Deportivo Cali entre 1988 e 1997, e ganhou a Copa Mustang de 1996 e a Divisão Mayor: Primera A de 1999 pelo Atlético Nacional, e depois passando para o Pachuca no México, onde foi ainda o capitão da equipe. Com a camisa dos Tuzos, =conseguiu quatro campeonatos nacionais, três Ligas dos Campeões da CONCACAF, uma Copa Sul-Americana e um título da SuperLiga. Ele marcou seu primeiro - e único - gol pelo clube contra o Chiapas em 11 de agosto de 2002. Anteriormente, havia feito outros 2 gols com a camisa do Deportivo Cali.[carece de fontes?]
Em 23 de outubro de 2011, aos 40 anos, Calero jogou seu último jogo pelo Pachuca e se aposentou do futebol. Ele passou a integrar a comissão técnica do Pachuca, exercendo a função de treinador de goleiros.[carece de fontes?]

### Morte
O ex-goleiro foi internado no dia 26 de novembro, devido a uma trombose no braço esquerdo - em 2007, Calero sofrera uma trombose no mesmo membro, que o impediu de jogar por meia temporada. Os procedimentos em sequência não tiveram sucesso, e no dia 3 de dezembro, sofreu uma trombose cerebral. Em homenagem ao goleiro, o Pachuca aposentou a camisa 1.[carece de fontes?]
Ao seu velório, ocorrido em 5 de dezembro, compareceram cerca de 2.500 pessoas; além do mais, vários fãs homenagearam o ex-goleiro via twitter. Após a realização de uma missa, o corpo foi cremado.[carece de fontes?]

## Seleção Nacional
Ele jogou para a equipa nacional de futebol da Colômbia e jogou as Olimpíadas de 1992 e a Copa de 1998, onde foi o terceiro goleiro. Em 2001, ele fez parte da equipe da Colômbia, que venceu sua primeira Copa América.[carece de fontes?]
Depois de um mau desempenho na Copa América de 2007, que incluiu uma derrota por 5 a 0 para o Paraguai, Calero anunciou sua aposentadoria da seleção colombiana. Porém, voltou para disputar um amistoso contra o Haiti, em 2009.

## Títulos

### Seleção da Colômbia
- Copa América: 2001.